# Інформативність тексту
Інформати́вність те́ксту (від лат. information — повідомлення про стан справ, відомості про щось і textus — тканина, сплетіння, поєднання) — здатність тексту бути носієм завершеного повідомлення, передавати інформацію. Інформативність як важлива властивість тексту характеризує кількість інформації, що міститься в ньому, її важливість і новизну.
Сутність цього поняття виявляється по-різному в текстах, адже залежить від виду інформації, що використовується автором повідомлення.

## Види інформації
Інформація як основна категорія тексту різниться за своїм прагматичним призначенням. Аналізуючи одну з основних текстових категорій – категорію інформативності, —
І. Р. Гальперін виділяє такі види текстової інформації:
- змістовно-фактуальну (те, що ми бачимо);
- змістовно-концептуальну (відображає ставлення автора);
- змістовно-підтекстову  [Архівовано 1 березня 2016 у Wayback Machine.].

### Змістовно-фактуальна інформація (ЗФІ)
Містить повідомлення про факти, події, процеси, що відбувалися, відбуваються або ж відбуватимуться в навколишньому світі, реальному або уявному. Змістовно-фактуальна інформація завжди виражається вербально. Одиниці мови в ЗФІ зазвичай вживаються в їх прямих значеннях, а речення не містять оцінних елементів або елементів суджень. Така форма інформації є найбільш характерною для газетних текстів. Фактуальність оптимізує інформаційний баланс, оскільки легше сприймається та усвідомлюється читачем і не потребує від нього застосування значних масивів допоміжної для декодування інформації. Така інформація повинна бути повною, оперативною, вірогідною. Повнота інформації
визначається її обсягом, який повинен бути необхідним і достатнім для прийняття конкретних рішень; її недостатність знижує обґрунтованість таких рішень. Надлишок інформації призводить до збільшення обсягу повідомлення без підвищення його інформативності та до витрати додаткових зусиль на його обробку. Інформація повинна бути оперативною, тобто такою, щоб за час її опрацювання стан об'єкта, до якого вона належить, не змінився. Достовірність інформації означає відповідність її дійсності.

### Змістовно-концептуальна інформація (ЗКІ)
Повідомляє читачу індивідуально-авторське розуміння стосунків між явищами, що описані засобами змістовно-фактуальної інформації, задум
автора, його інтенція, сприймання читачем причинно-наслідкових зв'язків, їх значущості в соціальному, економічному, політичному, культурному житті суспільства, включно з взаємовідносинами між окремим індивідуумами, їх складної психологічної та естетико-пізнавальної
взаємодії. Така інформація здобувається з усього твору та являє собою творче переосмислення зазначених відносин, фактів, процесів, які відбуваються в суспільстві та представлені письменником у створеному або уявному світі. Цей світ приблизно віддзеркалює об'єктивну дійсність в її реальному втіленні. Змістовно-концептуальна інформація не завжди виражена з достатньою ясністю. Вона дає
можливість і навіть нагально вимагає різних тлумачень. 
Таким чином, відмінність між ЗФІ та ЗКІ можна окреслити як відмінність між інформацією буттєвого характеру та інформацію естетико-художнього характеру, однак під буттєвим слід розуміти не лише дійсність реальну, а й уявну. Індивідуальне розуміння явищ і фактів не завжди легко виявляється під час читання тексту. Часто концептуальна інформація, отримана з поверхового ознайомлення з текстом, отримує більш глибокий зміст із повторним читанням, з більш ретельною увагою до окремих частин тексту. Отже, ЗФІ — лише «передній план» твору, поштовх для роботи механізму розкриття ЗКІ.

### Змістовно-підтекстова інформація (ЗПІ)
Імпліцитний зміст тексту являє собою «приховану інформацію», «потік додаткових смислів», що реалізується переважно засобами вторинної номінації та є факультативною відносно змістовно-фактуальної та змістовно-концептуальної інформації. Підтекстова інформація виявляє прихований сенс, який здобувається з опису фактів, явищ, подій (ЗФІ) завдяки здатності одиниць мови породжувати асоціативні та конотативні значення, а також завдяки здатності речень у надфразових єдностях додавати певні смисли.

## Ступінь корисності інформації
Автори текстів зазвичай орієнтуються на так званого середнього читача (умовно - того, хто засвоїв програму середньої школи).Однак поняття середнього читача може змінюватися: наприклад, автор наукової статті орієнтується на спеціаліста своєї галузі знань і для нього така людина буде теж середнім читачем.
Тому при визначення ступеню корисності інформації в тексті варто орієнтуватися на відповідність/невідповідність рівня читача інформаційним властивостям тексту та, відповідно, рівню автора.
З цього погляду, читачі формують три групи:
1. Відповідні авторській орієнтації, тобто статусу середнього читача;
2. Ті, що не досягли рівня середнього читача;
3. Читачі, тезаурус яких перевищує тезаурус автора.

## Розрізнення інформативності та інформаційної насиченості
Науковець І. Р. Гальперін зазначає, що категорія інформативності, як обов'язкова ознака тексту, може виявлятися в різних формах, – від нульової, коли зміст тексту не дає нічого нового, а лише повторює вже відоме, до концептуальної, коли для її виявлення слід піддати текст скрупульозному аналізу. Між цими полюсами розміщені інформації різного ступеню насиченості (міри новизни). 
Інформаційна насиченість – загальна кількість інформації, яка міститься в тексті. Однак цінність має перш за все нова інформація, корисна, прагматична, саме вона є показником інформативності тексту. Інформаційна насиченість тексту – абсолютний показник якості тексту, а інформативність – відносний, оскільки ступінь інформативності повідомлення залежить від потенційного читача. 
«Інформативність тексту – це ступінь його смисло-змістовної новизни для читача, яка заключна в темі та авторській концепції, системі авторських оцінок предмета думки»  [Архівовано 1 березня 2016 у Wayback Machine.].
Міра інформативних якостей тексту може знижуватись або зростати. Інформативність (як її інтерпретує прагматика тексту) знижується, якщо інформація повторюється, та, навпаки, підвищується, якщо текст містить максимально нову інформацію.

## Засоби підвищення інформативності тексту
Розрізняють два засоби підвищення інформативності тексту:
- інтенсивний — здійснюється за рахунок скорочення текстової площі при збереженні всієї інформації.Застосовується при створенні рефератів, оглядів, тез;
- екстенсивний — підвищує інформативність шляхом збільшення обсягів самої інформації. Його застосування призводить до максимальної деталізації викладу, що дозволяє глибше розкрити сутність явища, показати зв'язки досліджуваного об'єкта з навколишнім світом. Засіб використовується в науково-технічній, навчальній і художній літературі. Найтиповішою його реалізацією є дефініції в енциклопедіях і словникові статті, в яких розкривається сутність явища чи предмета.

Значну роль у підвищенні інформаційних та інформативних якостей тексту відіграють різноманітні виноски, посилання, виділення курсивом, в розрядку та т. п. За своєю сутністю вони є також додатковою інформацією, оскільки пов'язані з введенням додаткових знаків, однак їх роль полягає не в роз'ясненні зазначеного раніше, а в забезпеченні цілеспрямованого пошуку потрібної інформації  [Архівовано 5 березня 2016 у Wayback Machine.].

## Робота редактора над інформативністю
Головним завданням редактора є опрацювання тексту (тобто його редагування) для подальшого сприйняття його читачами. Увагу слід приділяти не лише нормам літературної мови, а й кількості та якості корисної інформації в ньому. Забезпечити інформативність тексту редактор може завдяки:
- визначенню реальної цільової аудиторії тексту (у випадку, коли авторський текст перевищує чи не досягає рівня визначеної ним цільової аудиторії, редактор мусить запевнити його, що найбільш інформативним і дієвим текст буде завдяки зміні цільової аудиторії на відповідну);
- підбору мовних одиниць (редактор за потреби має замінити певні терміни на такі, що якнайкраще передадуть значення, вкладене автором тексту, забезпечить уникнення різночитань і наявності термінів мовами, якими не володіє читач);
- адекватності перекладу (редактор має плідно співпрацювати з перекладачем і за можливості контролювати його роботу задля того, щоб вторинний документ містив усі важливі компоненти тексту).